# Зеленушка плямиста
Зеленушка плямиста (Symphodus ocellatus) — вид риб родини губаневих (Labridae).

## Характеристика
Сягає максимальної довжини 12,0 см. Населяє рифові ділянки моря, на глибинах 1-30 м. Зустрічається серед скель, серед заростей водних рослин. Утворює гнізда (будуються і охороняються здебільш самцями) серед морських трав і водоростей (таких як Cystoseira). Живляться мохуватками, гідроїдами, червами, креветками, амфіподами і молюсками.

## Ареал

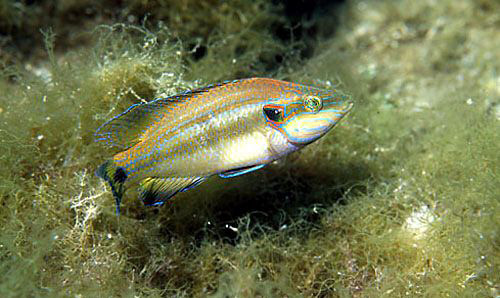
Зеленушка плямиста з Італії

Вид поширений у Східній Атлантиці і Середземному морі (включаючи Чорне, Мармурове і Азовське моря).